# Хвилини
«Хвилини»  — збірка віршів Спиридона Черкасенка видана в 1909 році. 

## Про збірку
У 1909 році в серії «Ілюстрована бібліотека для дітей» видавництво «Український вчитель» видало збірку віршів Спиридона Черкасенка «Хвилини».
Збірка засвідчила, як автор шукає власні шляхи, задля поетичного відтворення довколишнього світу. Поетичною родзинкою стала його лірика, у вигляді музично «озвучених» замальовок: «Симфонія ночі», «Серенади», «Романси», «Тихої ночі». Ну і звичайно, що перші літературні кроки Черкасенка мали засвідчити то довкілля в якому він перебував та увесь його внутрішній стан. Тому й стріли читачі в особі автора - прихильника й оповідача шахтарських буднів, який передавав віршам особливі почуття внутрішньоï напруги і співчуття до важкоï і виснажливої праці шахтарів.

## Вірші в збірці
До збірки ввійшли такі вірші:
- - «Симфонія ночі»
  - «Серенади»
  - «Романси»
  - «Тихої ночі»